# Karin Weigelt
Karin Weigelt (* 30. April 1984 in St. Gallen) ist eine ehemalige Schweizer Handballnationalspielerin.

## Karriere
Weigelt spielte am Anfang beim Schweizer Verein LC Brühl Handball St. Gallen. Mit LC Brühl gewann sie 2003 und 2007 die Schweizer Meisterschaft sowie 2003, 2004 und 2006 den Schweizer Cup. Im Sommer 2007 wechselte sie zum deutschen Bundesligisten Bayer 04 Leverkusen. Nachdem die Linkshänderin 2009 deutsche Vizemeisterin wurde, schloss sie sich dem Bundesliga-Aufsteiger VfL Sindelfingen an. Eine Spielzeit später unterschrieb sie einen Vertrag bei Frisch Auf Göppingen. Ab der Saison 2014/15 lief sie für den norwegischen Erstligisten Vipers Kristiansand auf. In der Saison 2016/17 stand sie beim französischen Erstligisten HBC Celles-sur-Belle unter Vertrag. Anschließend kehrte sie zu Frisch Auf Göppingen zurück. Nach der Saison 2017/18 beendete sie ihre Karriere.
Karin Weigelt bestritt 127 Länderspiele für die Schweizer Auswahl, in denen sie 396 Treffer erzielte.

## Sonstiges
Weigelt war Kandidatin der FDP für die Nationalratswahlen vom Oktober 2019. Ihr Vater Peter Weigelt war von 1995 bis 2006 für die FDP im Nationalrat.
Sie hat mit dem Faustballspieler Cyrill Schreiber einen gemeinsamen Sohn (* 2020).